# Волошин Августин Іванович
Августи́н Іва́нович Воло́шин (17 березня 1874, Келечин, Волівський округ, Мармароський комітат, Угорське королівство, Австро-Угорщина, нині Хустський район, Закарпатська область, Україна — 19 липня 1945, Москва, РРФСР, СРСР) — український релігійний, культурний, громадський і політичний діяч, греко-католицький священник Мукачівської єпархії, впродовж 1938—1939 років — прем'єр-міністр та міністр здоров'я і соціальної опіки автономного уряду Карпатської України, у березні 1939 року — президент незалежної Карпатської України та депутат її Сойму. У 1944 році був заарештований органами НКВС та відправлений до Бутирської в'язниці, де у майбутньому й помер. У 2002 році посмертно нагороджений званням «Герой України». Нині триває його беатифікаційний процес.

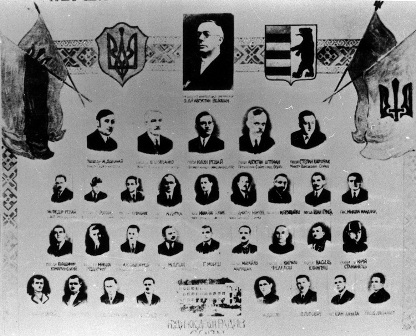
Посли Сойму Карпатської України.
По центру: Президент Карпатської України о. Августин Волошин; Перший ряд зліва направо: Микола Долинай, Юлій Бращайко, Юліян Ревай, Августин Штефан, Степан Клочурак; Другий ряд: Федір Ревай, Степан Росоха, Леонід Романюк, Августин Дутка, Михайло Тулик, Дмитро Німчук, Михайло Бращайко, Іван Грига, Микола Мандзюк; Третій ряд: Володимир Комаринський, Микола Різдорфер, Антон Ернест Олдофреді, Мілош Дрбал, Григорій Мойш, Михайло Марущак, Кирило Феделеш, Василь Климпуш, о. Юрій Станинець; Четвертий ряд: Василь Щобей, Іван Ігнатко, Юрій Пазуханич, Іван Перевузник, Адальберт Довбак, Петро Попович, Іван Качала, Василь Лацанич

Посли Сойму Карпатської України. Зліва направо, зверху вниз: Юліян Ревай, Августин Волошин, Степан Клочурак, Леонід Романюк, Федір Ревай, Августин Штефан, Степан Росоха, Августин Дутка, Юлій Бращайко, Микола Долинай,
Василь Щобей, Володимир Комаринський, Михайло Бращайко, Петро Попович, Василь Климпуш

## Походження
Дід, Іван Волошин, був вихідцем із села Великі Лучки, де був священником у 20–30-х рр. XIX століття. Важлива особливість статусу Великих Лучок була в тому, що його жителі перебували у становищі лібертинів, які за виконання певної служби одержували землю, аж до XVIII століття були звільнені від феодальних повинностей[джерело?]. Служба жителів села полягала в тому, що вони перевозили пошту до близьких й далеких країв. Нові господарі домінії Шенборни у XVIII столітті закріпачили лібертинів і примусили їх виконувати повинності. Перша згадка про діяльність о. Івана Волошина у Великих Лучках датується 1830 роком. Своєму синові, батьку Августина Волошина — Івану, він передав естафету — служити людям. У сан священника батько о. Августина Волошина був висвячений у 1867 році, згодом отримав парохію в селі Келечин Волівського округу (нині — Міжгірський район). Подружжя Емілії Замбор-Волошин й Івана Волошина мало, окрім сина, ще трьох дочок — Ольгу, Олену та Елеонору[джерело?].

## Життєпис

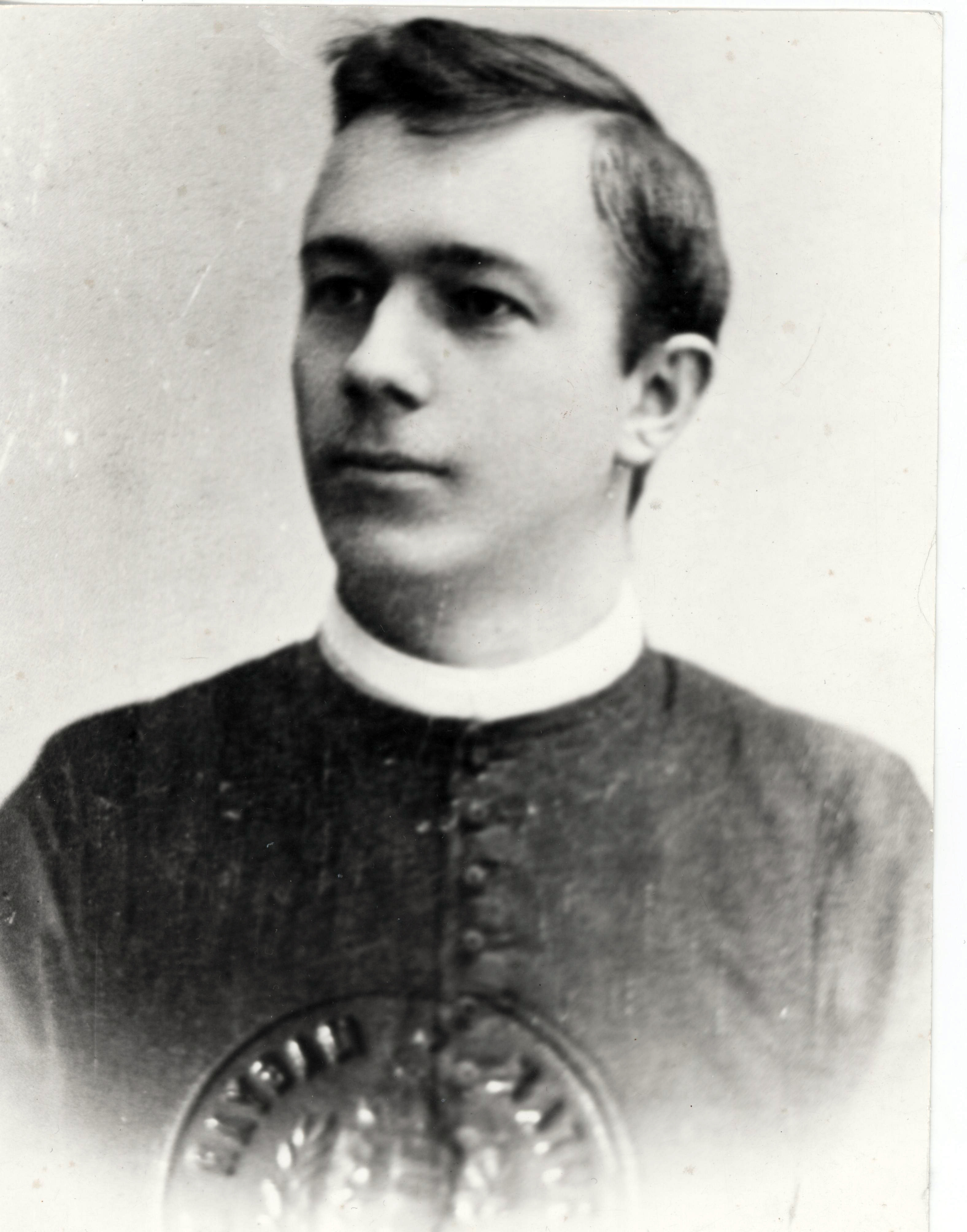
Августин Волошин (кін. ХІХ ст.)

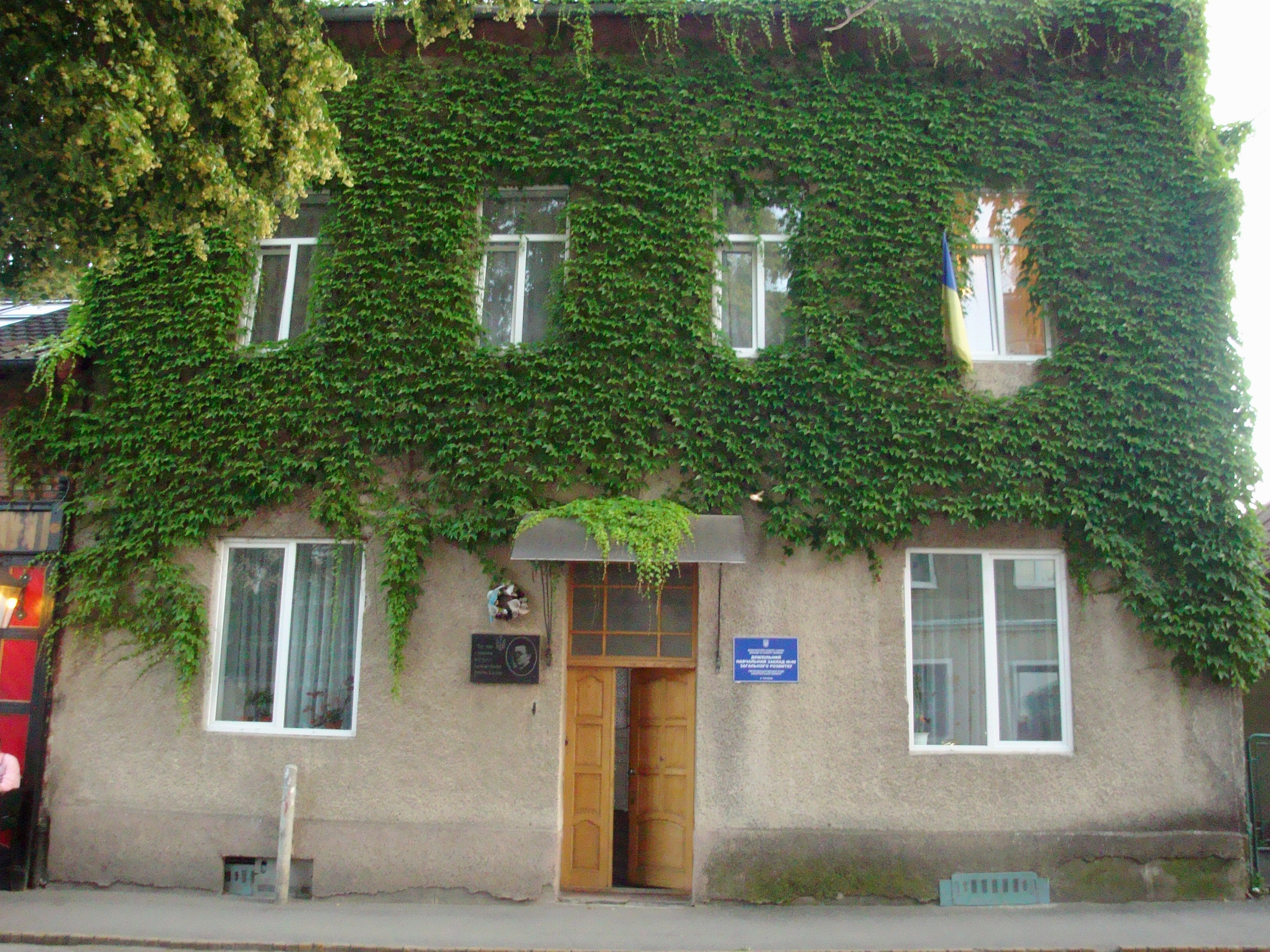
Будинок в Ужгороді, де жив Августин Волошин по вул. Волошина, 36

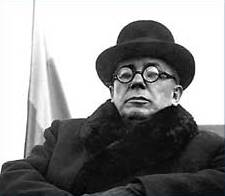
Августин Волошин

Народився в с. Келечин (тоді Волівського округу, Мармароський комітат, Угорське королівство, Австро-Угорщина, нині — Міжгірського району на Закарпатті, Україна) в сім'ї сільського священника.
З 1884 до 1892 року навчався в Ужгородській гімназії. Після цього вступив на теологічний факультет у Будапешті, де провчився лише рік через поганий стан здоров'я. 1893 року повернувся до Ужгорода, закінчив теологічні студії. 1897 р. його було висвячено на священника і призначено на парохію в Цегольнянській церкві.
1900 р. закінчив Вищу педагогічну школу в Будапешті з дипломом викладача математики і фізики в середніх навчальних закладах. З 1900 по 1917 рр. працював професором, а з 1917 по жовтень 1938 рр. — директором учительської семінарії в Ужгороді.
Активною політичною діяльністю в українських громадсько-політичних організаціях Закарпаття почав займатися з 1919 року. 17 грудня 1919 року ввійшов до складу Директорії Підкарпатської Русі. Заснував і очолював Народно-християнську партію (1923–1939), від якої обирався послом до чехословацького парламенту (1925–1929). Був провідним діячем Учительської Громади Підкарпатської Руси.
1933 року Папа Пій XII іменував о. Августина Волошина папським прелатом у самостійній Мукачівській греко-католицькій єпархії.
Активно виступав проти спроб місцевих «москвофілів», передусім Товариства ім. Духновича, спрямованих на поступову заміну місцевих діалектів на російську мову — через школи та книговидання. Піддав гострій критиці так званий «шкільний референдум» 1937 р., який дозволив викладати у карпатських школах граматику Є. Сабова за москвофільсткими стандартами; заради боротьби проти москвофілів об'єднав зусилля з карпатськими комуністами, разом з якими зорганізував спільний мітинг.
26 жовтня 1938 року, після того як празька влада заарештувала прем'єр-міністра Андрія Бродія, оголосивши його угорським шпигуном, і розпустила уряд, Волошин був призначений новим прем'єр-міністром автономного уряду Карпатської України, а 15 березня 1939 року став президентом цієї держави.
Під час окупації краю Угорщиною емігрував разом з урядом за кордон і поселився в Празі, присвятивши себе науковій та педагогічній діяльності. Працював в Українському вільному університеті (УВУ) професором педагогіки, деканом та ректором. В 1945 році наполягав на тому, щоб УВУ продовжив існувати в Празі, проте університет все ж переїхав. Після Августин Волошин очолював відділ УВУ в Празі.
11 травня 1945 року був заарештований радянськими спецслужбами СМЕРШ й вивезений до СРСР. Помер у московській Бутирській в'язниці (Лєфортово — напис на символічній могилі у Празі) о 15 годині 20 хвилин 19 липня 1945 року, за офіційною версією — від паралічу серця. 
Місце поховання невідомо, існують лише два кенотафи – символічні могили. Одна – на Ольшанському цвинтарі в Празі разом із племінницею Ольгою Дутко та її чоловіком, інша – в Ужгороді, біля могили дружини (на території скансену). 
15 березня 2002 року Президент України Леонід Кучма підписав указ про надання Авґустину Волошинові посмертно звання «Герой України» з врученням ордену Держави.

## Сім'я, приватний сиротинець
Був одружений із донькою професора Ужгородської гімназії Іриною Петрик — родичкою Будителя русинів греко-католицького священника Мукачівської єпархії О. Духновича. У подружжя не було дітей, тому вони вирішили опікуватися цілим приватним сиротинцем (дитячий будинок сімейного типу), де виховувалися 22-є сиріт. Діти жили у великому двоповерховому будинку, який для цих потреб купив отець Августин. Вони були забезпечені харчуванням, гарним одягом, навчанням, вихованням та розвитком творчих здібностей. Існував цілий домашній оркестр, танцювальна група і хор.
13 березня 1936 року Ірина Волошин після двох днів хвороби несподівано померла. Велелюдний похорон видатної громадської діячки жіночого руху та просто милосердної жінки відбувався в Ужгородському кафедральному соборі. Від різних організацій та діячів краю було півсотні вінків із синьо-жовтими стрічками. Щире співчуття вдівцеві висловив Президент Чехії Томаш Гарріг Масарик.

## Наукова, редакторська діяльність

Зліва направо: Августин Волошин, хорунжий Сокол, Володимир Комаринський та Августина Дутки. Хуст, 1939 рік.

Августин Волошин та Михайло Кочерган. Хуст, березень 1939

Освячення українського прапора біля церкви села Ставне Великоберезнянського округу Августином Волошиним. 14 січня 1939

Протягом 1899–1944 років написав і видав понад 40 підручників та посібників майже з усіх вищеназваних дисциплін.
Упродовж 1903–1918 років був редактором єдиної в Угорщині української газети «Наука»; за часів Чехословацької республіки (1920–1938) вона виходила під назвою «Свобода».
Редагував релігійний журнал «Благовісник» (1922–1938). Був ініціатором заснування на Закарпатті товариства «Просвіта» (1919), «Учительської громади» (1929) та головою Етнографічного товариства Підкарпатської Русі (1935), які проіснували до окупації Закарпаття Угорщиною у березні 1939 року.
Волошин відомий також як автор праць з проблем літературно-писемної мови на українському Підкарпатті. Перший посібник Волошина «Методическая грамматика угро-русского литературного языка для народныхъ школъ» (1901), перевиданий під назвою «Методическая грамматика карпато-русского языка для народныхъ школъ» (1919) і насичений народно-розмовними елементами. Третє видання, що вийшло 1923 вже під назвою «Методична граматика карпато-русского языка для низших клас народных школ», повністю базується на народному мовленні підкарпатських українців і до війни витримало кілька перевидань.
Свою прихильність до народної мови Волошин виявив ще в «Практичній граматиці малоруської (рутенської) мови», виданій угорською мовою в Ужгороді (1907), де фактично описав живу систему мовлення закарпатців, трохи «олітературивши» її традиційно-книжними елементами та етимологічним правописом.
У вступі до цієї праці Волошин обстоює окремішність української мови.
У писаній живою мовою «Читанці для руської молодежи», що виходила кілька разів у 20–30-х рр., він уміщував твори як місцевих, так і загальноукраїнських письменників. Його брошура «О письменном языцѣ подкарпатских русинов» (1921) відіграла помітну роль в історії української літературної мови Закарпаття і фактично була відповіддю москвофілу І. Гусьнаю, котрий у брошурі «Языковый вопросъ въ Подкарпатской Руси» (1921) заперечував існування української мови взагалі і вважав, що літературною мовою на Закарпатті має бути російська.
Волошин спростував ці вигадки, довівши, що зближення літературної мови на Закарпатті із загальноукраїнською (це й сталося в кін. 30-х рр) є природним.
Волошин активно боровся проти намагань угорської влади на початку ХХ ст. замінити на Закарпатті й Пряшівщині кирилицю угорською графікою (ст. «Оборона кирилики. Як оборонялися підкарп[атські] русини проти останнього атаку мадяризації перед переворотом?», 1937, та ін.).
Після окупації Закарпаття Угорщиною (1939 р.) Августин Волошин емігрував до Праги, де став професором педагогіки в Українському вільному університеті. 9 травня 1945 року радянські війська вступили до Праги, ректор УВУ Андрій Яковлів з деякими науковцями університету переїхали до Німеччини, а Волошин перейняв на себе ректорські повноваження УВУ в Празі. 11 травня його затримали радянські спецслужби.

## Спогади про Августина Волошина
Зі спогадів В. Марчука з Житомирщини, співкамерника Августина Волошина у Бутирській тюрмі:
|  | До мене в камеру-одиначку помістили Августина Волошина... Це був невисокий повний чоловік, років йому було за 70. Він мав хворий шлунок і не міг їсти. Свою їжу він віддавав мені. Кожного дня Волошин розповідав про життя Ісуса Христа, також про себе, як він їздив до Риму, до Праги. Я дізнався, що Волошин зустрічався з Ріббентропом, С. Бандерою, А. Мельником... З кожним днем Августин Іванович слабнув. Навіть сам уже не міг виходити на прогулянку. Ми брали його під руки і виводили гуляти... На все життя запам'ятав я цю добру і розумну людину... |

## Вшанування пам'яті

#### Пам'ятники
У 2004 році у Ужгороді було відкрито пам'ятник Августину Волошину.
У 2006 році у рідному Келечині було встановлено пам'ятник.
15 березня 2021 року, в 82-у річницю проголошення незалежності Карпатської України, в Києві, на Аскольдовій Могилі Блаженніший Святослав Шевчук освятив пам'ятник о. Августину Волошину.

#### Меморіальні дошки
Також в Ужгороді розташовано дві меморіальні дошки — на фасаді будівлі юридичного факультету Ужгородського національного університету (вулиця Капітульна), де була учительська семінарія, в якій Августин Волошин працював професором, а потім директором та дошка на будинку, де він жив і працював (вулиця Волошина № 36).
У Мукачеві на початку вулиці Августина Волошина встановлено анотаційну дошку.
У Хусті встановлено меморіальну дошку на його честь. 
Ще одну пам'ятну дошку  на честь Августина Волошина встановлено 15 березня 2024 року на фасаді Хустської міської ради.

Галерея
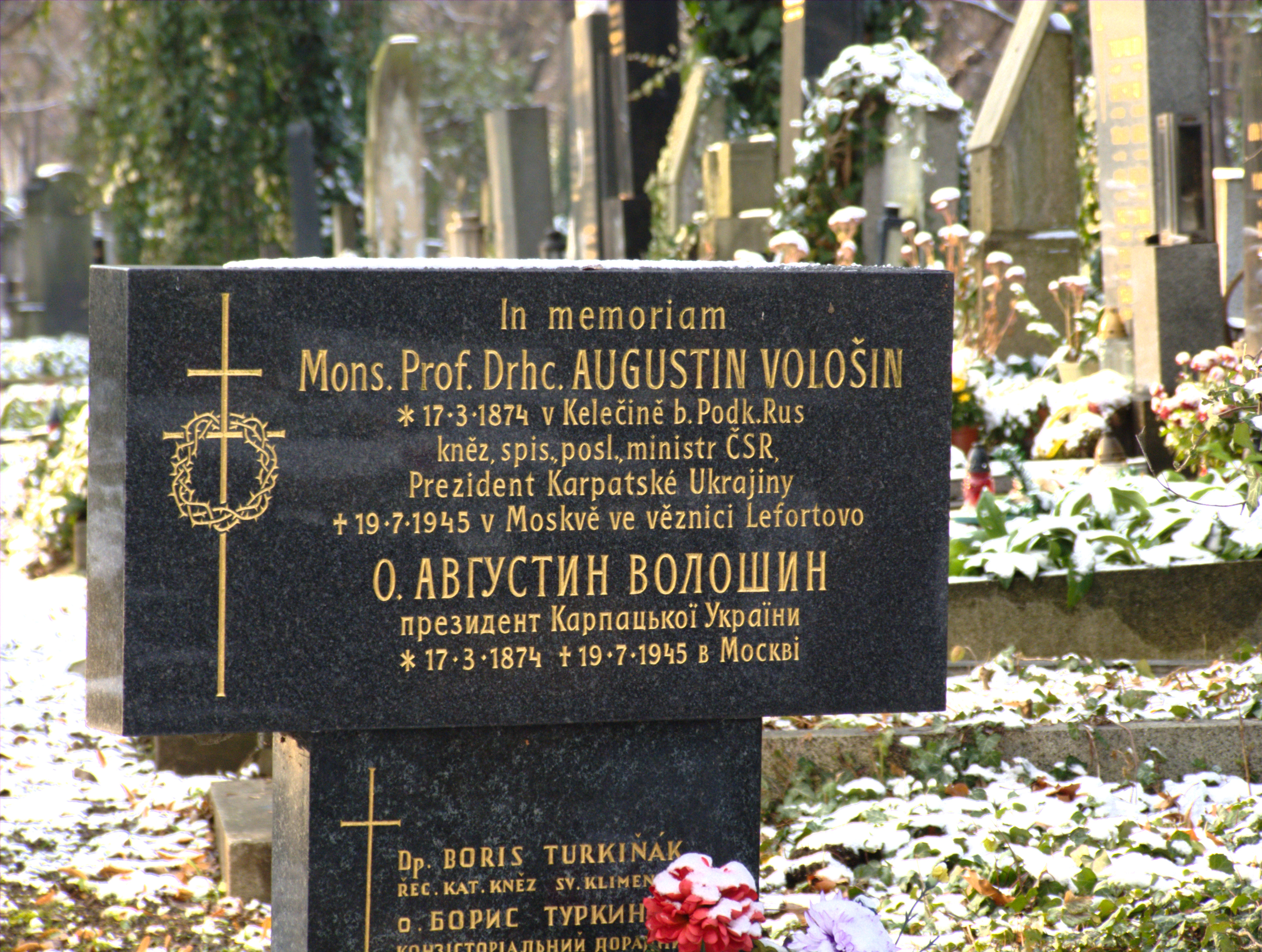
Символічна могила Августина Волошина, на могилі його племінниці Ольги Дутко та її чоловіка на Ольшанському цвинтарі у Празі
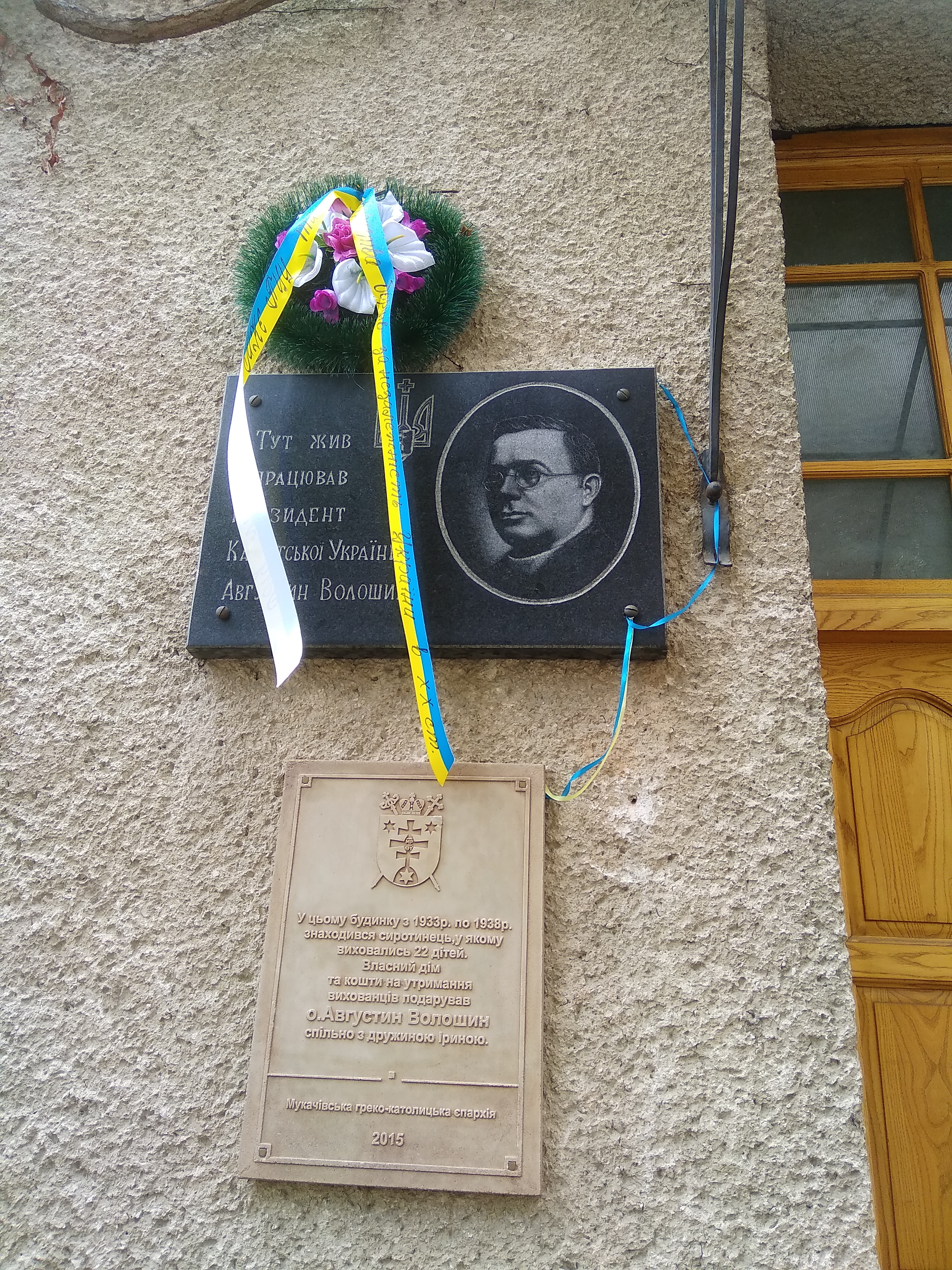
Меморіальна табличка на будинку, в якому жив і працював А. Волошин в м. Ужгород по вул. Волошина, 36
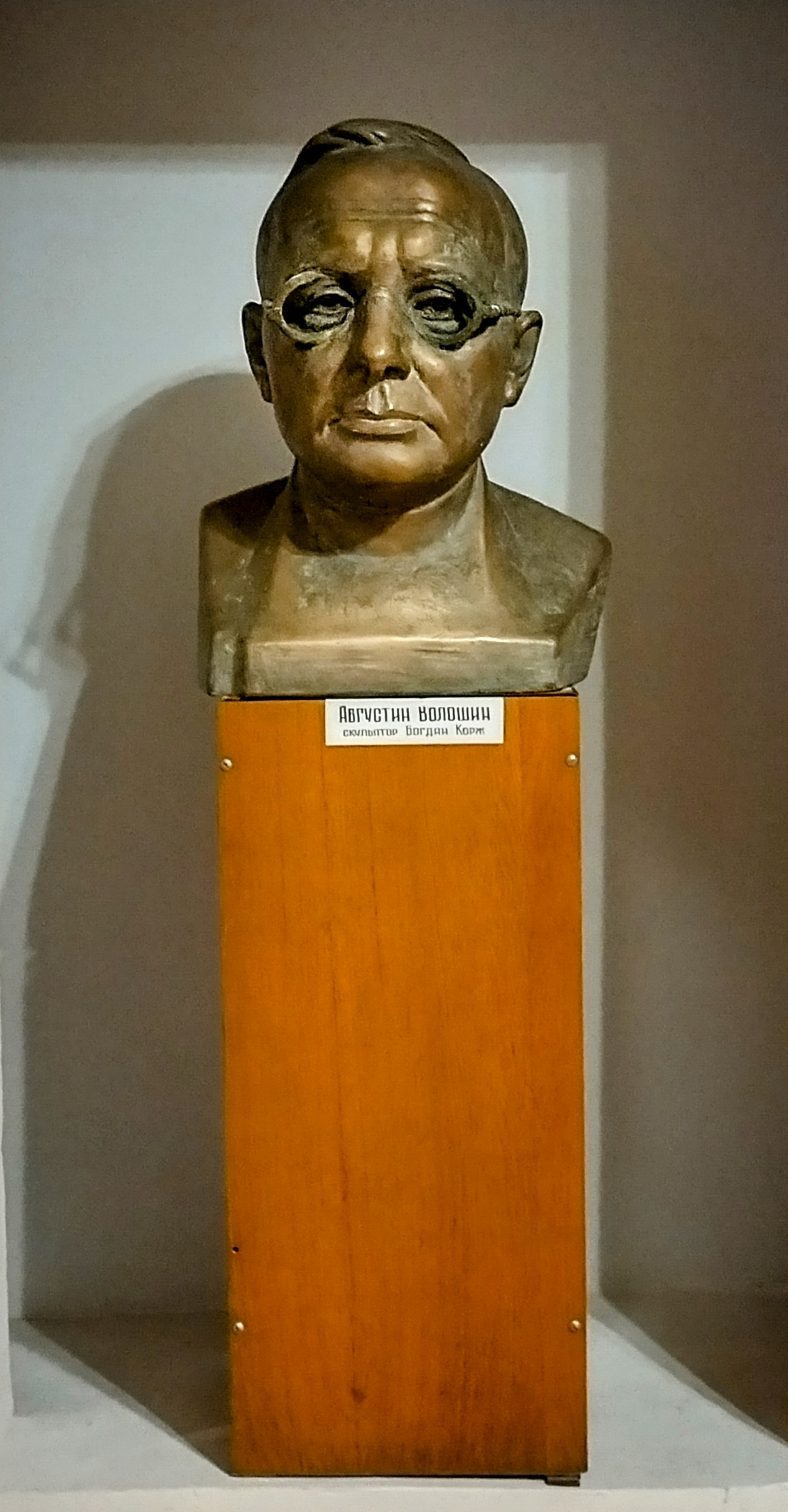
Погруддя А. Волошину в Закарпатському краєзнавчому музеї
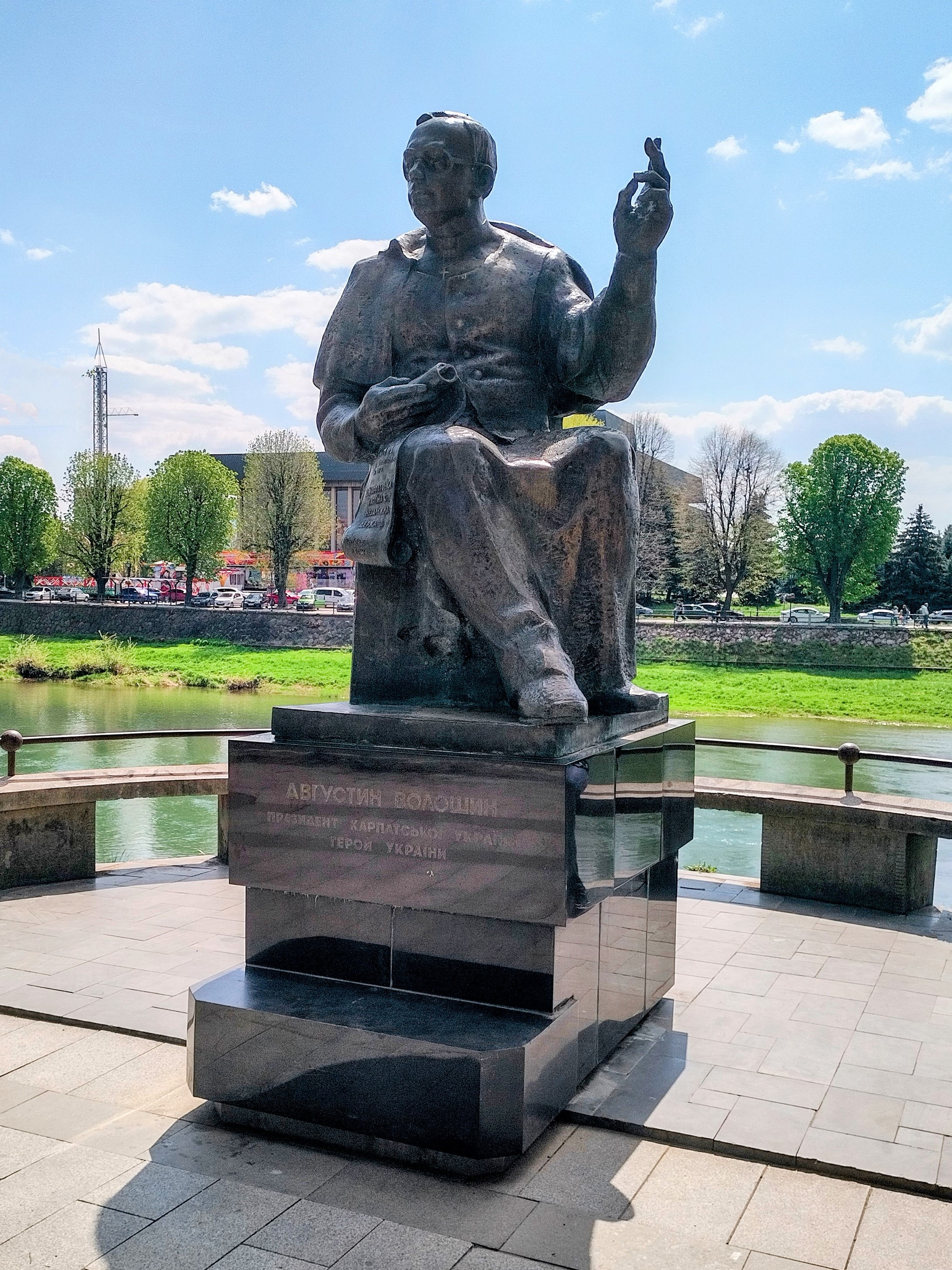
Пам'ятник Августину Волошину на набережній Незалежності в Ужгороді

#### Вулиці Августина Волошина
Вулиці, названі на честь Августина Волошина, існують у Дніпрі, Львові, Хмельницькому, Ужгороді, Івано-Франківську, Мукачеві, Сваляві, Хусті, Ходорові, Тячеві, Стрию, Буштино, Великому Березному, Кольчино, Королево, Славському, Чинадійово, Шенборні, Павшино, Нове Давидково, Середнє Водяне, Великому Бичкові.
У 2017 році вулицю Ярослава Галана у Києві, в Солом'янському районі перейменовано на вулицю Августина Волошина.
У 2019 році у рідному Келечині центральну вулицю було названо на честь Августина Волошина.

#### Навчальні заклади
- У Міжгір'ї діє Міжгірський заклад загальної середньої освіти І–ІІІ ступенів імені Августина Волошина.[17]
- У Хусті діє Хустська школа № 1 імені Августина Волошина
- В Ужгороді на вулиці Гойди, 4 розташований Карпатський університет імені Августина Волошина[18], а на вулиці Героїв 128-ї бригади, 44 — Ужгородський ліцей імені Августина Волошина[19].

#### Стінописи
У липні 2024 року на стіні новобудови на вулиці Капушанській в Ужгороді до 150-річчя Августина Волошина створений мурал з  портретом Президента Карпатської України. Автором стінопису є художник з Івано-Франківська Олесь Базюк, а виконавцями — сестри Ольга і Леся Мельничук,.

### Беатифікаційний процес
Від 2001 року триває беатифікаційний процес прилучення о. Августина Волошина до лику блаженних.